# Paris Match
Paris Match är en fransk veckotidning med inriktning på nyheter och bilder. Den blandar franska och internationella nyheter med livsstilsreportage och kändisartiklar.
Paris Match grundades 1949 av journalisten Paul Gordeaux och affärsmannen Jean Prevoust. Namnet Match tog de från en nedlagd sporttidning som Prevoust tidigare drivit. Tidningen var under de första decennierna inriktad på fotojournalistik, liknande den amerikanska tidskriften Life. Paris Match var en succé under 1950- och 60-talen men försäljningssiffrorna sjönk på 1970-talet.
Paris Match övertogs 1976 av Daniel Filipacchi och under chefredaktören Roger Théron ökade åter försäljningen. År 2009 var Paris Match den största veckotidningen i Frankrike med 611.000 sålda exemplar. Tidningen ges ut av förlaget Hachette Filipacchi Médias. 
Tidningens devis var 1949 "Le poids des mots, le choc des photos" (Ordens tyngd, bildernas chockverkan). Den ändrades 2008 till "La vie est une histoire vraie" (Livet är en sann historia).

## I populärkulturen
I seriealbumen om Tintin finns en fiktiv veckotidning som heter Paris-Flash. Namnet är en tydlig anspelning på Paris Match.